# Adam Christ
Adam Christ (* 12. März 1856 in Bamberg; † 19. Februar 1881 in München) war ein deutscher Bildhauer.

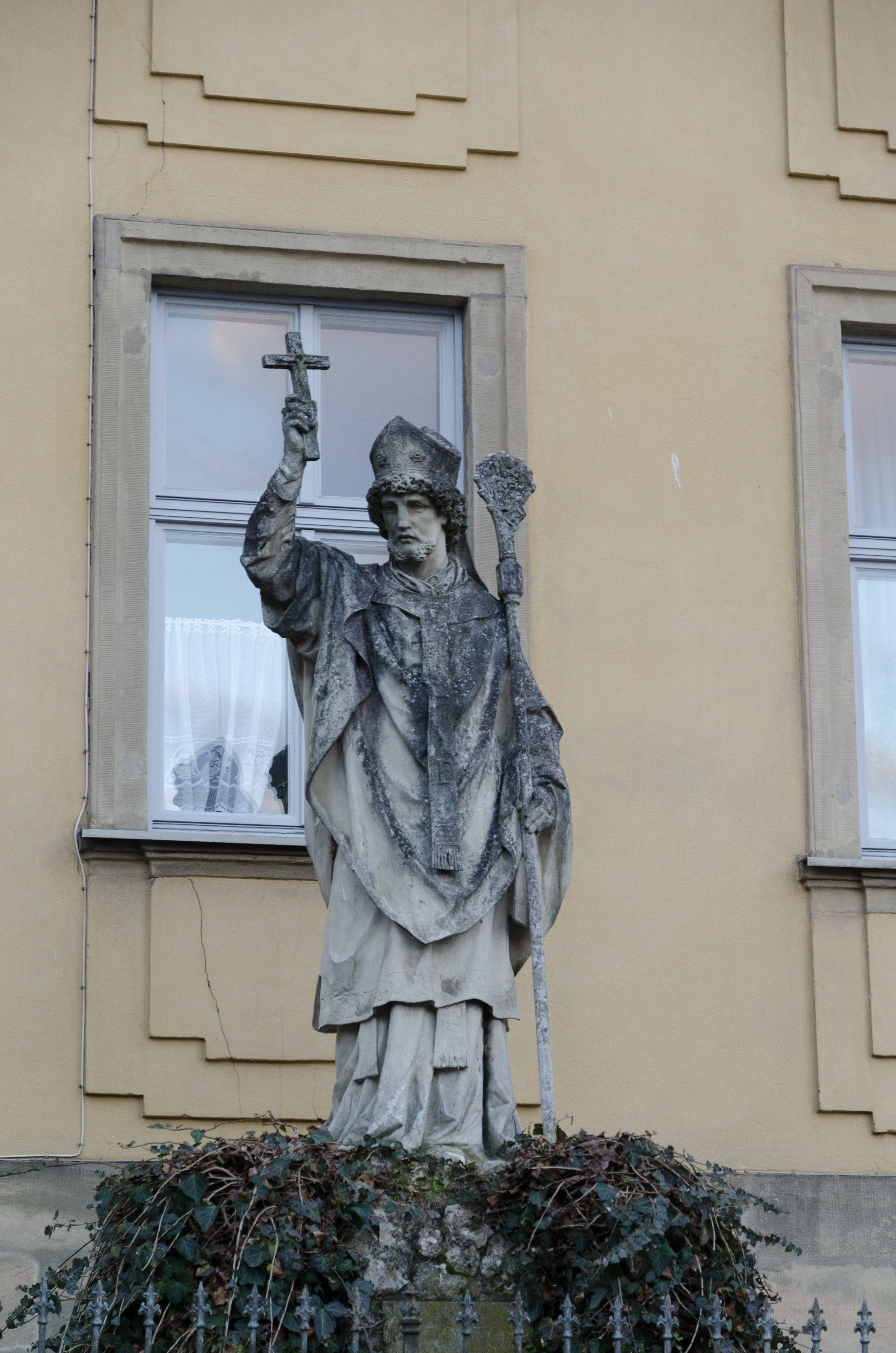
Statue des Heiligen Otto, Bamberg

## Leben
Adam Christ war Sohn eines Steinmetzes und ging bei ihm zunächst in die Lehre. Nachdem er nach München übersiedelte, wurde er zunächst von Johann Halbig unterrichtet. Am 19. Oktober 1874 wurde Adam Christ in der Bildhauerschule der Münchner Akademie der Bildenden Künste immatrikuliert (Matrikel 3042). Dort erhielt er seine Ausbildung bei Max von Widnman. Aufgrund seiner prämierten Leistungen während des Studiums für eine Simson-Gruppe und die Statue Muse der Geschichte erhielt Christ ein Stipendium.
Während seiner kurzen Schaffenszeit erhielt er Aufträge für die Statue eines Bannerträgers am Rathaus zu Eltmann, für ein Standbild des Heiligen Otto und einen Stadtbrunnen in seiner Heimatstadt Bamberg. Widnmann assistierte er in dessen Auftrag bei der Gestaltung der zwei Dioskuren – Castor und Pollux – an der Treppe der neuen Münchener Kunstakademie. Für seine Gruppe eines Barmherzigen Samariters erhielt er bei einem Wettbewerb einen Ersten Preis.
Er war eines der Opfer der Eskimotragödie am 18. Februar 1881 im Kil’s Colosseum.

## Grabstätte

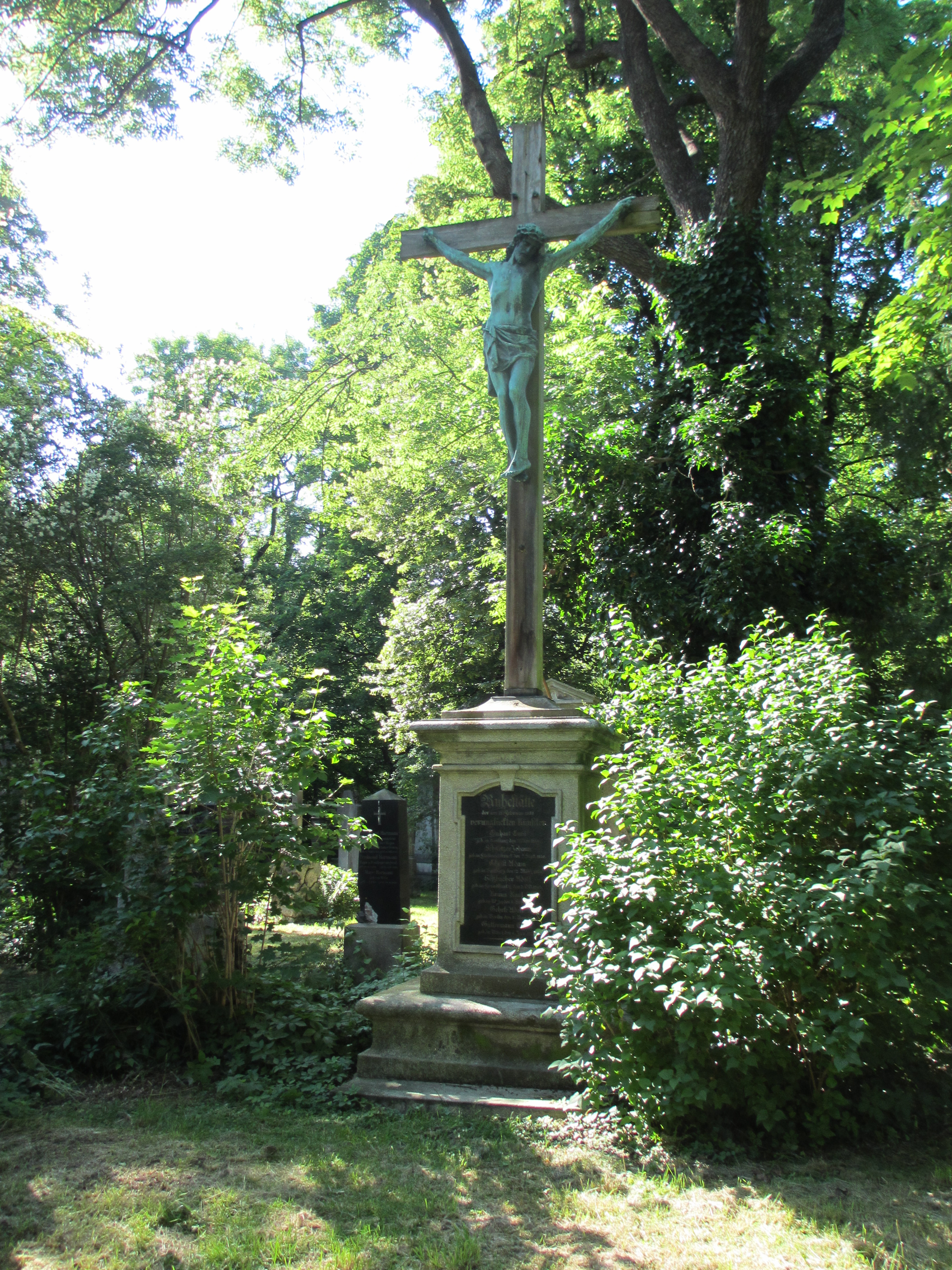
Am 18. Februar 1881 kam es zu einem Brand in dem Münchner Lokal „Kils Kolosseum“, in Folge starben mehrere Studenten der Münchner Akademie, darunter der Bildhauer Adam Christ. Sie wurden in diesem Gemeinschaftsgrab im Alten Südlichen Friedhof in München bestattet.

Adam Christ wurde im Alter von 24 Jahren am 19. Februar 1881 Opfer einer Brandkatastrophe während eines Faschingsfestes der Münchener Künstler. Er wurde auf dem Alten Südlichen Friedhof (Gräberfeld 20 – Reihe 8 – Platz 14) Standort beigesetzt.
Auf dem Alten Südlichen Friedhof im Neuen Teil befindet sich auch das Grab von Adam Christs jüngerem Bruder Fritz, der ebenfalls als Bildhauer in München tätig war.

## Werke (Auswahl)
- Denkmal des Hl. Otto, Bamberg (1881), mit Philipp Dorsch (Denkmal D-4-61-000-1170)[5]
- Grabmal Christ, Bamberg (Bürste)
- Stadtbrunnen, Bamberg
- Kreuzschlepper, Grünhundsbrunnen 3, Bamberg (Denkmal D-4-61-000-221)
- Barmherziger Samariter
- Castor & Pollux, München, Mitarbeit